# Bihar (Khazaria)
Bihar, Viharos, Вирхор (Itil, ... – 736) fu un sovrano khazaro.
Bihar era il padre di Tzitzak, la principessa Khazara che sposò il figlio dell'Imperatore di Bisanzio Leone III che in seguito governò come Costantino V.Bihar era quindi il nonno dell'imperatore Leone IV il Cazaro . Detto anche Viharos secondo le fonti Armene. 